# Пыстрогор
Пыстрогор (болг. Пъстрогор) — село в Болгарии. Находится в Хасковской области, входит в общину Свиленград. Население составляет 197 человек.

## Политическая ситуация
В местном кметстве Пыстрогор, в состав которого входит Пыстрогор, должность кмета (старосты) исполняет Василка Господинова Димова (Граждане за европейское развитие Болгарии (ГЕРБ)) по результатам выборов правления кметства.
Кмет (мэр) общины Свиленград — Георги Стоянов Манолов (инициативный комитет) по результатам выборов в правление общины.